# Палац Спонца
42°38′28″ пн. ш. 18°06′38″ сх. д. / 42.641111111111° пн. ш. 18.110555555556° сх. д.
Палац Спонца (хорв. Palača Sponza) — архітектурна пам'ятка в Дубровнику.

## Історія
Палац споруджений Паско Міліцевичем у 1516—1521 роках у готичному стилі. В часи  Дубровницької республіки будівля використовувалася по-різному. Тут розміщувалися митниця, казначейство, банк, монетний двір та школа. Зараз у ньому розташовуються Державний архів, що містить велику кількість історичних документів, та Музей захисників Дубровника.
Палац Спонца розташований з лівого боку площі Ложа, популярної серед туристів. Перед палацом з 1950 року щорічно проходить Дубровницький літній фестиваль.